# Adonisea sexata
Adonisea sexata là một loài bướm đêm trong họ Noctuidae.